# The Raven (The Stranglers)
The Raven è un album del gruppo The Stranglers, pubblicato nel 1979 dalla United Artists.

## Il disco
Il disco venne in origine pubblicato con una copertina tridimensionale. Fu pubblicata inoltre una edizione limitata dato che il gruppo venne forzato a rimuovere un'immagine di Joh Bjelke-Petersen (premier del Queensland) dalla parte interna della copertina. Petersen era il soggetto del pezzo Nuclear Device.

## Tracce
1. Longships
2. The Raven
3. Dead Loss Angeles
4. Ice
5. Baroque Bordello
6. Nuclear Device
7. Shah Shah A Go Go
8. Don't Bring Harry
9. Duchess
10. Meninblack
11. Genetix
  - Bear Cage (bonus track)
  - Fools Rush Out (bonus track)
  - N'Emmenes Pas Harry (bonus track)
  - Yellowcake UF6 (bonus track)

## Formazione
1. Hugh Cornwell - chitarra, voce
2. Jean-Jacques Burnel - basso
3. Jet Black - batteria
4. Dave Greenfield - tastiere